# Anais (Charente-Maritime)
Anais ist eine französische Gemeinde mit 318 Einwohnern (Stand 1. Januar 2022) im Département Charente-Maritime, im Arrondissement La Rochelle, im Kanton La Jarrie und im Gemeindeverband Communauté de communes Aunis Sud.

## Geografie
Anais liegt 20 Kilometer westlich von La Rochelle und südlich des Marais Poitevin und gehört zum Regionalen Naturpark Marais Poitevin. Der Fluss Curé durchquert das Gemeindegebiet und wurde ab hier kanalisiert, um die ehemalige Sumpflandschaft zu entwässern. Er ändert auch seinen Namen auf Canal du Curé.
Die Gemeinde besteht aus den Ortsteilen Les Rivières-d’Anais, Les Petites Rivières, Le Moulin Neuf, Fraise und Anais.

## Bevölkerungsentwicklung
| Jahr      | 1962 | 1968 | 1975 | 1982 | 1990 | 1999 | 2007 | 2016 | 2019 |
| Einwohner | 184  | 197  | 195  | 211  | 231  | 210  | 284  | 323  | 313  |

Nach der Volkszählung des Institut national de la statistique et des études économiques am 1. Januar 2007 hatte Anais 284 Einwohner, was einem Bevölkerungszuwachs von rund 35 % gegenüber dem Jahr 1999 entspricht.
Seit 1793 wird die Bevölkerungsentwicklung von Anais durch Volkszählung oder Fortschreibung festgehalten und zeigt, dass 1872 die bislang höchste Einwohnerzahl von 340 Einwohnern erreicht wurde und 1962 die niedrigste, mit 184 Einwohnern.

## Sehenswürdigkeiten
- Kirche St-Pierre[2]